# Кутулмыш
Малик Шихаб ад-Даула Кутулмыш (Куталмыш, Кутылмыш, Кутлумыш, Кутлымыш или Кутлумуш; стар. анат. قُتَلمِش; ум. в январе 1064 года) — родоначальник анатолийской ветви династии Сельджукидов, сын Исраила (Арслана) ибн Сельджука. Будучи военачальником султана Тогрул-бека, принимал участие в сельджукском завоевании Северного Ирана и Закавказья, а после смерти султана в 1063 году попытался захватить престол Сельджукской империи, но был побеждён Алп-Арсланом.

## Происхождение
Кутулмыш (что можно перевести как «Благословенный») по отцу был внуком Сельджук-бека, вождя племени тюрок-огузов, получивших в его честь имя сельджуков. Согласно аль-Хусайни, Сельджук занимал в племенном союзе огузов должность сю-баши («предводитель войск»), однако во 2-й половине X века не поладил с огузским ябгу (очевидно, Али-ханом) и во главе своих родичей и сторонников откочевал в низовья Сырдарьи в район Дженда, принял ислам и начал воевать с ябгу. После смерти Сельджука ябгу Шах-Малик вытеснил его сыновей из Джента. Один из них, отец Кутулмыша Исраил (Арслан) ибн Сельджук (ум. 1032), вместе со своими племянниками Чагры-беком и Тогрул-беком обосновался в степях вблизи Бухары и с начала XI века поддерживал бухарского караханида Али-Тегина. После того как в 1025 году Махмуд Газневи разбил войска Али-Тегина, он переселил подвластных Исраилу сельджуков в Хорасан, а его самого в качестве заложника поместил в крепость Калинджар на границе с Индией, где Исраил и умер семь лет спустя. Согласно аль-Хусайни, после Исраила осталось двое сыновей, одним из которых был Кутулмыш. Будучи заключён в Калинджар вместе с отцом и несколькими сторонниками, Кутулмыш через какое-то время смог бежать в Бухару, где предпринял неудачную попытку объединить огузские племена для освобождения Исраила.

## Военно-политическая биография
Далее Шихаб ад-Даула Кутулмыш ибн Исраил появляется на страницах исторических хроник уже как один из предводителей сельджукских войск своего двоюродного брата Тогрул-бека, осуществлявшего масштабные завоевания в середине XI века. Отдельные подразделения войск Тогрул-бека возглавлялись маликами — его родственниками, перед которыми ставились конкретные военные цели и направления завоевательных походов. Малик Кутулмыш со своим братом Расул-Тегином возглавляли отряды, действовавшие в Прикаспийских областях. Когда в 1042 году Тогрул-бек предпринял поход против Гургана и Табаристана, во главе авангарда его армии шли огузо-туркменские отряды под командованием маликов Кутулмыша ибн Исраила, Ибрахима ибн Инала и Йакути ибн Чагры. Результатом этого похода стало подчинение Гургана и Табаристана, а также взятие Ибрахимом ибн Иналом Рея, куда в 1043 году вступил Тогрул-бек и сделал город столицей Сельджукской державы. Через какое-то время после этого Кутулмыш совершил самостоятельный набег в пределы византийской части Анатолии, но потерпел поражение и отступил в Сирию, где вновь был разбит, на этот раз аббасидским военачальником Арсланом аль-Басасири. Осенью 1045 года император Константин Мономах, обеспокоенный участившимися огузо-туркменскими набегами на Анатолию, направил войска под командованием грузинского князя Липарита в Закавказье по направлению к Двину. Узнав об этом, Тогрул послал против них войска во главе с Кутулмышем. Две армии встретились недалеко от Гянджи. Здесь Кутулмыш, основу войска которого составляли огузы его отца, наголову разбил войска Липарита, состоявшие из византийских, армянских и грузинских частей. Византийцы потеряли на поле боя множество воинов, включая армянского полководца Ваграма. Это стало исторически первым сражением между византийскими и сельджукскими войсками. Кутулмыш немного продвинулся вдоль реки Аракс, а затем вернулся к Тогрулу, рассказав ему, что ромеи трусливы, как женщины, и поэтому Анатолию можно завоевать довольно легко.
В 1046 году Тогрул-бек направил Кутулмыша во главе большого войска на завоевание горных областей Армении и Азербайджана. Согласно аль-Хусайни, Кутулмыш справился с поставленной задачей, что подтверждается свидетельствами других хронистов. При этом Кутулмыш предпринял длительную осаду Гянджи, столицы эмирата Шеддадидов, однако взять её так и не смог. Эмир Али Лашкари II хотел было подчиниться сельджукам, но хаджиб Абу Мансур и городская верхушка воспротивились этому и обратились за военной помощью к грузинам и Византии. В это же время на северо-востоке Анатолии действовал Ибрахим ибн Инал. Халебский хронист аль-Азими (1090—1161) сообщает под 1047 годом, что Ибрахим ибн Инал вторгся в пределы Византии и одержал там победу, а в это время Кутулмыш уже «в течение полутора лет осаждал Гянджу, но был отбит от неё». Если верить аль-Хусайни, во время этого похода Кутулмыш отнял у укайлидского эмира Курайша ибн Бадрана Мосул и прилегающие районы Дияр-Мудара. Прекратив осаду Гянджи, Кутулмыш вместе со своим братом Расул-Тегином совершил успешный набег на районы византийской Анатолии.
В следующем, 1048 году Тогрул-бек вновь послал Кутулмыша и Ибрахима ибн Инала во главе внушительных сил в восточные области Анатолии. Поводом стал разгром византийцами на восточной границе Васпуракана войск Хасан-бея ибн Муса-ябгу, двоюродного брата Тогрул-бека и Кутулмыша, где сам Хасан-бей пал в бою (Кутулмыш в то время был занят осадой Гянджи). Армянский историк XI века Аристакес Ластивертци охарактеризовал вторгшиеся силы Кутулмыша и Ибрахима как «бесчисленное множество войск, вооруженных луками и мечами, которые были подобны орлам, [парящим] над своей будущей пищей». Другой армянский историк Матфей Эдесский писал, что Кутулмыш и Ибрахим во главе огромного войска вторглись в Армению, подступили к богатому торговому городу Эрзен (Арзан или Арцн), в окрестностях которого произошла жаркая битва с войсками византийских наместников Аарона и Кекавмена. Сельджуки одержали внушительную победу, взяли Эрзен приступом и, согласно Матфею, перебили всё его население, насчитывавшее коло 150 тысяч человек. Сам город был сожжён и превращён в руины, после чего Кутулмыш и Ибрахим вернулись на восток с богатой добычей и многочисленными пленниками. К осени того же года византийские наместники Аарон и Кекавмен объединили свои силы с грузинскими войсками под командованием Липарита и выступили в направлении Капетры (современный Пасинлер). 18 (или 10) сентября на равнине в окрестностях Капетры произошло решающее сражение. Армия сельджуков состояла из двух больших частей, одной из которых командовал Кутулмыш, другой — Ибрахим ибн Инал. Византийские войска были наголову разбиты, а Липарит был захвачен в плен. Это поражение серьёзно подорвало позиции Византии на востоке и вынудило императора искать пути к примирению с Тогрул-беком.
В 50-х годах Кутулмыш продолжал действовать во главе войск Тогрул-бека в Восточной Анатолии и Закавказье, поддерживая его власть над туркоманами, осевшими оставшимися на армяно-грузинских границах. В 1053 году Кутулмыш напал на Карс и перебил всех его жителей, а в следующем году, когда Тогрул-бек вторгся в византийскую Армению с целью покорения мелких князей Северо-Западного Ирана, Шеддадиды признали власть Тогрула и торжественно встретили Кутулмыша у ворот Гянджи. В 1055 году он сопровождал султана Тогрула в Багдад, куда тот отправился по приглашению аббасидского халифа. Узнав о приближении Тогрул-бека, начальник гарнизона Багдада Арслан аль-Басасири, подчинявшийся Буидам, во главе своих войск покинул город и двинулся на Мосул. В ответ на это Тогрул послал войска под командованием Кутулмыша на помощь мосульскому эмиру Курайшу. Объединив свои силы, Кутулмыш и Курайш двинулись на аль-Басасири, однако 9 января 1057 года были разбиты его войсками у Синджара. Вернувшись в Багдад, Кутулмыш в 1058 году принял участие в пышной церемонии, на которой халиф провозгласил Тогрул-бека «царём Востока и Запада». В том же году сельджукские войска под командованием Кутулмыша взяли Карс и Малатью. Тогда же Ибрахим ибн Инал возглавил мятеж сельджукских войск в Иране и Верхней Месопотамии, считавших, что Тогрул-бек неоправданно мало платит им за службу. Кутулмыш, судя по всему, поддержал Ибрахима. Тогрулу понадобилось больше года, чтобы при поддержке своего племянника Алп-Арслана подавить этот бунт и восстановить контроль над всей своей державой. Что интересно, в отличие от Ибрахима ибн Инала, который был захвачен в плен и задушен тетивой от лука, Кутулмыш сумел сохранить свою жизнь.
В 1061 году уже сам Кутулмыш поднял мятеж против Тогрул-бека. Источники ничего не сообщают о причинах его восстания, однако вполне вероятно, что поводом стало то, что Тогрул, не имевший сыновей, назначил наследником престола своего племянника Сулеймана ибн Чагры-бека, в то время как Кутулмыш считал, что обладает законными правами на верховную власть, поскольку его отец был старшим в роду Сельджукидов. Кутулмыш укрепился в своей крепости Гирдкух недалеко от Дамгана. Тогрул-бек послал против мятежного родича войска, но они были разбиты. Тогда Тогрул во главе войск сам подступил к Гирдкуху, но не смог взять её и ушёл, оставив вести осаду своего визира аль-Кундури, который вскоре вступил с Кутулмышем в мирные переговоры, которые ни к чему не привели. 4 сентября 1063 года Тогрул-бек умер в Рее, и аль-Кундури вынужден был снять осаду Гирдкух и вернуться в столицу. Кутулмыш спустился из крепости и отправился к туркоманским племенам, обитавшим между Хамаданом и Реем, и там пополнил свои войска. Тем временем к нему присоединился его брат Расул-Тегин и призвал его идти на Рей, где аль-Кундури ожидал прибытия Алп-Арслана, оттеснившего своего брата Сулеймана от наследования престола, и уже приказал читать хутбу от его имени.

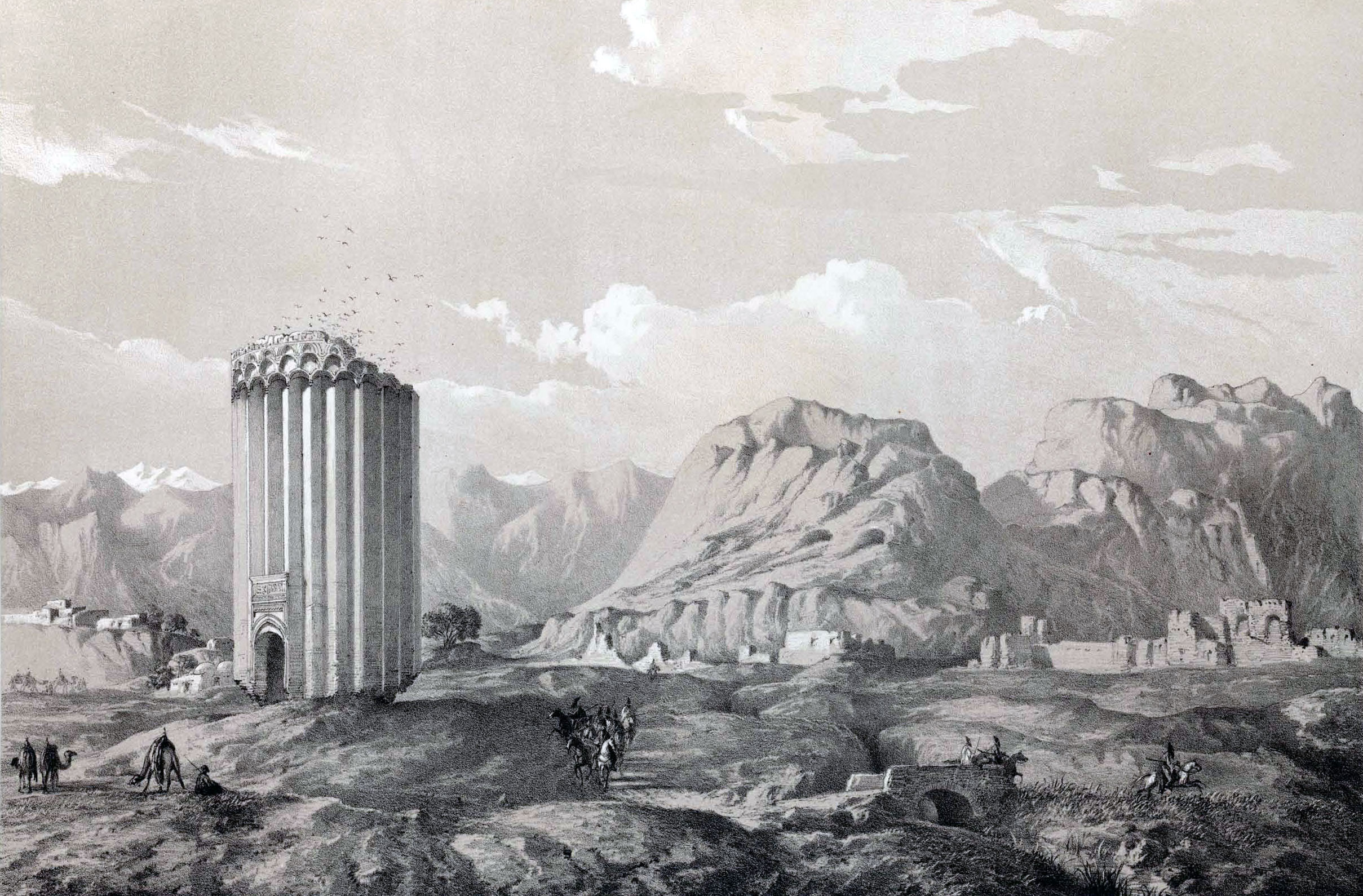
Гробница Тогрул-бека, в которой было захоронено тело Кутулмыша. Рисунок Эжена Фландена

Согласно аль-Хусайни, после смерти Тогрул-бека Кутулмыш «восстал и потребовал для себя султанской власти». Кутулмыш ссылался на древний огузский обычай майората, гласивший, что власть должна принадлежать старшему в роду или племени. Согласно Захир ад-Дину Нишапури и Рашид ад-Дину, он заявил Алп-Арслану буквально следующее: «Султанат должен по праву перейти ко мне, поскольку мой отец был старшим и главным предводителем племён». Кутулмыша поддержала значительная часть огузско-туркоманских племён, недовольных политикой Тогрул-бека, направленной на замену племенных ополчений регулярными войсками и мамлюкской гвардией, а также его стремлением поставить кочевников под строгий военно-административный контроль. По словам аль-Хусайни, Кутулмыш «собрал войско головорезов, подобных распространившейся саранче, и остановился близ Саве, по дороге к округу Рея». Согласно аль-Джаузи, Кутулмыш осадил Рей во главе 50-ти тысяч туркоманских всадников, которые приступили к грабежу окрестностей. Это произошло 15 ноября 1063 года. Аль-Хусайни утверждает, что Кутулмыш разрушил все селения Рея и пустил воду на окрестности Абдаллахабада и Вади аль-Милх («Соляную долину»), превратив их в болото. Алп-Арслан выступил во главе своей армии из Нишапура, направив вперёд авангард под командованием своего хаджиба и сарханга (командующего) Абу Мансура Сау-Тегина. Была предпринята попытка начать мирные переговоры в Дамгане, куда Куталмыш направил своих послов, но она провалилась. Войска Кутулмыша и Алп-Арслана сошлись в сражении у селения аль-Милх в начале января 1064 года (по другим данным, в начале декабря 1063 года). Согласно аль-Хусайни, Кутулмыш стоял во главе войск, «от которых стало тесно пространству», справа от него шёл его брат Расул-Тегин, слева — эмир Аби Буга. Алп-Арслан повёл свою армию по воде вдоль русла реки (вади), преодолевая водные потоки и вязкую глину солончаков, а Кутулмыш наблюдал за ним со стороны, ожидая, что войска противника завязнут в этом соляном болоте и остановятся. Тем не менее, армии Алп-Арслана удалось преодолеть препятствия, ударить по войскам Кутулмыша, разбить и обратить их в беспорядочное бегство. Сам Кутулмыш получил несколько ран и бежал в свою крепость Гирдкух, рассчитывая стянуть к ней оставшиеся войска, но на скалистом пути упал с коня и скончался. Если верить свидетельствам аль-Хусайни и Ибн аль-Асира, Кутулмыш закончил свои дни в овечьем загоне. Гроб с его телом был перенесён в гробницу Тогрул-бека в Рее.

## Наследники
Разгромив войска Куталмыша, Алп-Арслан захватил его лагерь вместе со всеми его родичами, включая его брата Расул-Тегина и четырёх малолетних сыновей — Мансура, Сулеймана, Алп-Илека и Девлета. Первым желанием победителя было перебить членов семьи Кутулмыша, однако везир Низам аль-Мульк убедил его оставить сыновей Кутулмыша в живых и отправить их на дальние рубежи Сельджукской державы защищать границы «вдали от дел государства». Алп-Арслан отослал сыновей Кутулмыша вместе с зависимыми туркоманскими племенами в районы Диярбакыра и ар-Рухи на границу между Сирией и Византией. В середине 70-х годов сыновья Кутулмыша выступили на стороне Фатимидов в их войне с тюркским правителем Дамаска Атсизои ибн Уваком. Последний одержал несколько побед, захватил в плен двоих сыновей Кутулмыша и отправил их к новому сельджукскому султану Мелик-шаху. Оставшиеся двое сыновей Кутулмыша — Сулейман и Мансур — в 1078 году поддержали Никифора Вотаниата, поднявшего в Анатолии восстание против византийского императора Михаила VII, и даже принесли ему присягу, тем самым, став подданными нового императора Никифора III. Это не понравилось султану Мелик-шаху и он направил в Анатолию войска под командованием эмира Бурсука, которому удалось убить Мансура, но не получилось одержать победу над Сулейманом. Объединение туркоманских войск Анатолии под началом Сулеймана усилило его позиции в регионе. Вскоре он завладел Никеей, Иконией и всей Киликией, заложив основы будущего Иконийского (Румского) султаната, которым будут править его прямые потомки. Сулейман погиб в 1086 году в битве с сельджукскими войсками под командованием Артука. Другой сын Куталмыша, Алп-Илек, судя по всему, обосновался где-то на анатолийском побережье Средиземного моря. Вероятно, именно этот Алп-Илек в конце XI века со своими отрядами помогал султану Кылыч-Арслану I, сыну Сулеймана, в его походе на армянское княжество с центром в Малатье. В 1096 году он был отравлен в Эдессе её правителем Торосом. Последний сын Куталмыша, Девлет, погиб в 1122 году в ходе очередного похода Иль-Гази против крестоносцев.